# 龙津街道 (印江县)
龙津街道，是中华人民共和国贵州省铜仁市印江土家族苗族自治县下辖的一个街道办事处。
2015年3月18日，贵州省人民政府批复同意印江县乡镇行政区划调整，新设置的龙津街道辖原峨岭镇城中社区、城北社区、红光村、甲山村、麻柳村、幸福村、大竹村、大石村、和平村、黔江村、桶溪村、贵江村、丰良村、龙溪村、石灰溪村、杉木岭村、桐子坪村、长坡村、江家坡村，街道办事处驻红光村。

## 行政区划
龙津街道下辖以下地区：
城中社区、城北社区、红光村、甲山村、黔江村、桶溪村、长坡村、江家坡村、贵江村、龙溪村、丰良村、桐子坪村、杉木岭村、石灰溪村、大石村、和平村、大竹村、幸福村和麻柳村。